# تاریخ اجتماعی ایران (کتاب)
تاریخ اجتماعی ایران کتابی دربارهٔ تاریخ اجتماعی ایران است که به جنبه‌های اجتماعیِ فرهنگ، اخلاق، ادبیات و سیاست در تاریخ ایران می‌پردازد. این کتاب در ۱۰ جلد به زبان فارسی توسط مرتضی راوندی تألیف شده‌است. این کتاب یکی از مهم‌ترین مراجع در زمینه جامعه‌شناسی تاریخی ایران به‌شمار می‌رود.

## نگارش کتاب
مرتضی راوندی برای نگارش کتاب تاریخ اجتماعی ایران نزدیک به نیم قرن مطالعه و تحقیق کرد. او همزمان به فیش‌برداری پرداخته و در این مدت چند کتاب دیگر نیز دربارهٔ تاریخ ایران نگاشت.
به دلیل استقبال خوانندگان، راوندی با تقسیم‌بندی موضوعی کتاب دست به تدوین مجدد و انتشار تاریخ اجتماعی ایران بر این اساس کرد و در زمان حیات خود ۹ جلد از این مجموعه را منتشر کرد. آخرین جلد مجموعه نیز پس از مرگ راوندی به انتشار رسید. پس از انقلاب چاپ کتاب ابتدا توسط انتشارات امیر کبیر و سپس انتشارات نگاه انجام شد.
پس از انقلاب بهمن ۱۳۵۷ اکثر کتاب‌های او به‌ویژه مجلدات اول تا سوم کتاب که به موضوعات مذهبی می‌پرداخت مجوز نشر نیافت. همچنین مجلدات ۹ و ۱۰ با عناوین «فرقه‌های مذهبی در ایران» و «تاریخ فلسفه در ایران» که در رابطه با اعتقادات ایرانیان بود، ناگزیر در سوئد چاپ شد.

## فهرست مجلدات
| شماره مجلد | عنوان مدخل                                                                            | مکان چاپ              | ناشر              | سال انتشار |
| ---------- | ------------------------------------------------------------------------------------- | --------------------- | ----------------- | ---------- |
| ۱          | ت‍اری‍خ اج‍ت‍م‍اع‍ی، اقتصادی، سیاسی، هنری ای‍ران و بزرگ‌ترین ملل باستانی از آغاز تا ظهور نهضت اسلامی | تهران                 | امیرکبیر          | ۱۳۴۷       |
| ۲          | ح‍ک‍وم‍ت‍ه‍ا و س‍ل‍س‍ل‍ه‌ه‍ای ای‍ران از ح‍م‍ل‍ه اع‍راب ت‍ا اس‍ت‍ق‍رار م‍ش‍روطی‍ت                                                   | تهران                 | امیرکبیر          | ۱۳۴۷       |
| ۳          | زن‍دگ‍ی طب‍ق‍ات و ق‍ش‍ره‍ای م‍خ‍ت‍ل‍ف ج‍ام‍ع‍ه ای‍ران                                                               | تهران                 | امیرکبیر          | ۱۳۴۷       |
| ۴          | شیوه حکومت و سازمان سیاسی و اداری (بخش اول)                                           | تهران                 | امیرکبیر          | ۱۳۴۷       |
| ۴          | شیوه حکومت و سازمان سیاسی و اداری (بخش دوم)                                           | تهران                 | امیرکبیر          | ۱۳۴۷       |
| ۵          | زندگی اقتصادی در ایران                                                                | تهران                 | مؤلف              | ۱۳۶۴       |
| ۶          | اخلاق و رسوم اجتماعی                                                                  | تهران                 | مؤلف              | ۱۹۶۴       |
| ۷          | تفریحات ایرانیان (ورزش، شکار، لباس، مواد مخدر، میگساری، روسپی‌گری، بازی‌ها و … )        | تهران                 | مؤلف              | ۱۳۶۴       |
| ۸          | ح‍ی‍ات ادب‍ی م‍ردم ای‍ران (بخش اول)                                                             | تهران                 | نگاه              | ۱۳۷۴       |
| ۸          | ح‍ی‍ات ادب‍ی م‍ردم ای‍ران (بخش دوم)                                                             | تهران                 | نگاه              | ۱۳۷۴       |
| ۹          | فرقه‌های مذهبی در ایران                                                                | استکهلم سن خوزه       | آرش زمانه         | ۱۳۷۶       |
| ۱۰         | تاریخ فلسفه و سیر تکاملی علوم و افکار در ایران                                        | استکهلم سن خوزه تهران | آرش زمانه مهرآمین | ۱۳۷۳       |

## نسخهٔ گویا
کتاب تاریخ اجتماعی ایران به صورت صوتی و در قالب کتاب گویا نیز با مشخصات زیر منتشر شده‌است:
- ت‍اری‍خ اج‍ت‍م‍اع‍ی ای‍ران، ت‍أل‍ی‍ف م‍رت‍ض‍ی راون‍دی، گوینده نسرین فرضیایی، تهران: دانشگاه تهران، [۱۳۹-]، ۱ لوح فشرده، ۱۲ س‌م.

## برگزیدهٔ تاریخ اجتماعی ایران
محسن دامادی دست به خلاصه کردن کتاب تاریخ اجتماعی ایران زده و مجلدات این اثر را در ۱۲ مجلد مختصر خلاصه کرده است. نخستین مجلد از این مجموعه در ۵۷۶ صفحه و با شمارگان ۱۰۰۰ نسخه از سوی انتشارات کاوش‌پرداز منتشر شده است.